# Walrab von Boyneburg-Hohenstein
Walrab I. von Boyneburg-Hohenstein (* 1529; † 27. Juli 1572) war Herr zu Jestädt. Er war Sohn von Friedrich III. von Bemmelburg-Honstein und Marguerite de Mérode. Er heiratete in erster Ehe Judith von Hundelshausen. Der beiden Sohn, Walrab II. von Boineburg, war Statthalter zu Jever.
Als Obrist stand er in französischen Diensten. Nach seinem Abschied nahm er 1557 Sitz auf dem Rittergut in Jestädt, und durch Ankauf von Ländereien und Gebäude wuchs das Anwesen zu einer stattlichen Größe. 1561/62 begann er mit dem Bau des Schlosses Jestädt auf den Mauern eines Vorgängerbaues. 1564 stiftete er den Taufstein der Jestädter Kirche, auf dem sein und das Wappen seiner ersten Ehefrau zu sehen sind.
Seine Grabplatte ist heute im Altarraum der Jestädter Kirche eingelassen.